# Theofilus III van Jeruzalem

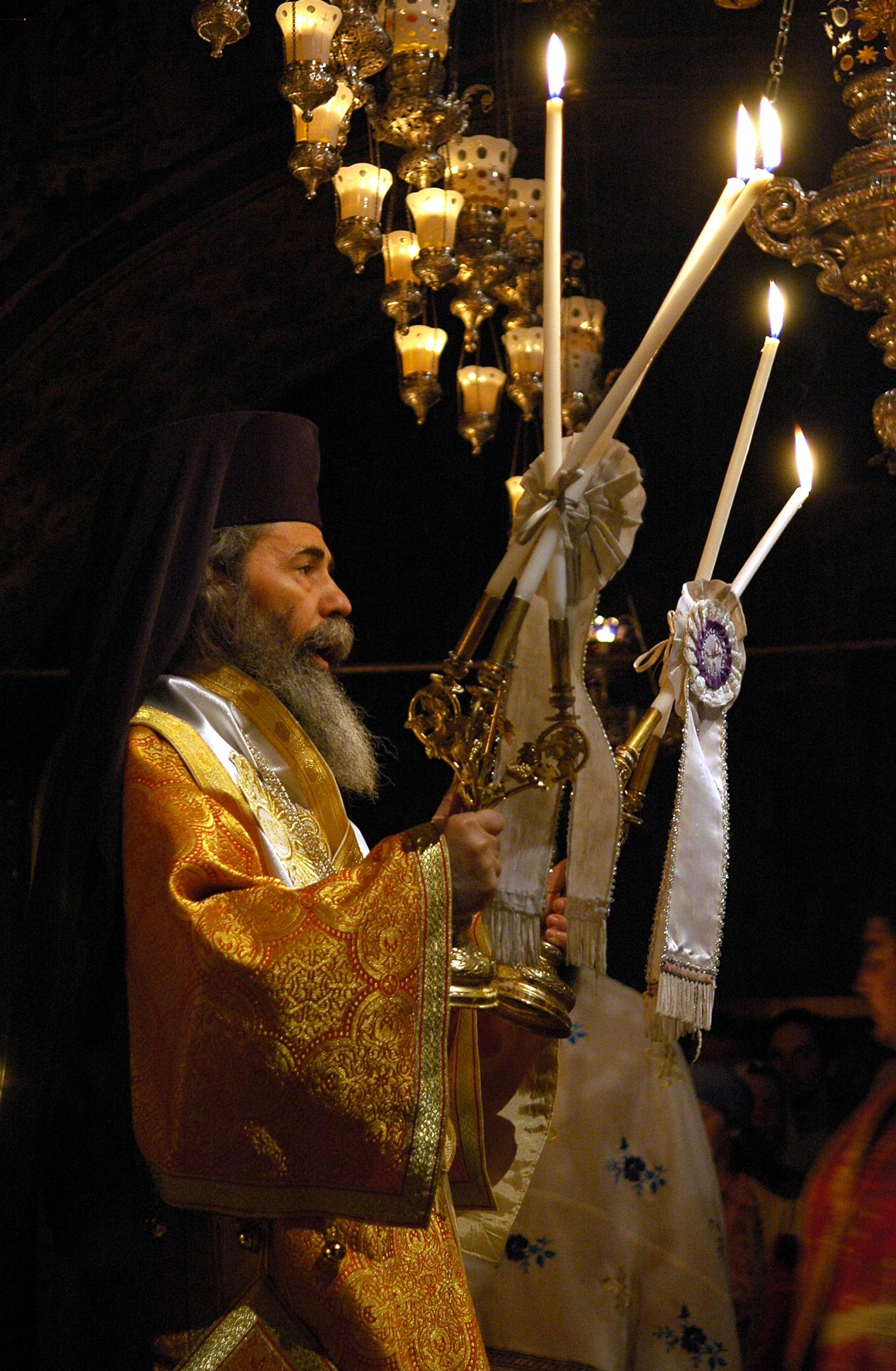
Theofilus III van Jeruzalem

Theofilus III van Jeruzalem (Grieks: Η Α. Μακαριότης ο Πατριάρχης Ιεροσολύμων Θεόφιλος Γ') (Messini, 4 april 1952) is de Grieks-orthodoxe patriarch van Jeruzalem.
Theofilus III werd geboren als Elias Giannopoulos (Grieks: Ηλίας Γιαννόπουλος). Hij is sinds 22 augustus 2005 de 141e patriarch van de Heilige Stad Jeruzalem en geheel Palestina. Hij volgde toen Ireneus I op, nadat die uit zijn ambt was ontzet. Voor zijn aanstelling was hij aartsbisschop van de Taborberg. Daarvoor was hij van 1991 tot 1996 priester in Galilea.